# Kreuzweg (Unterpleichfeld)

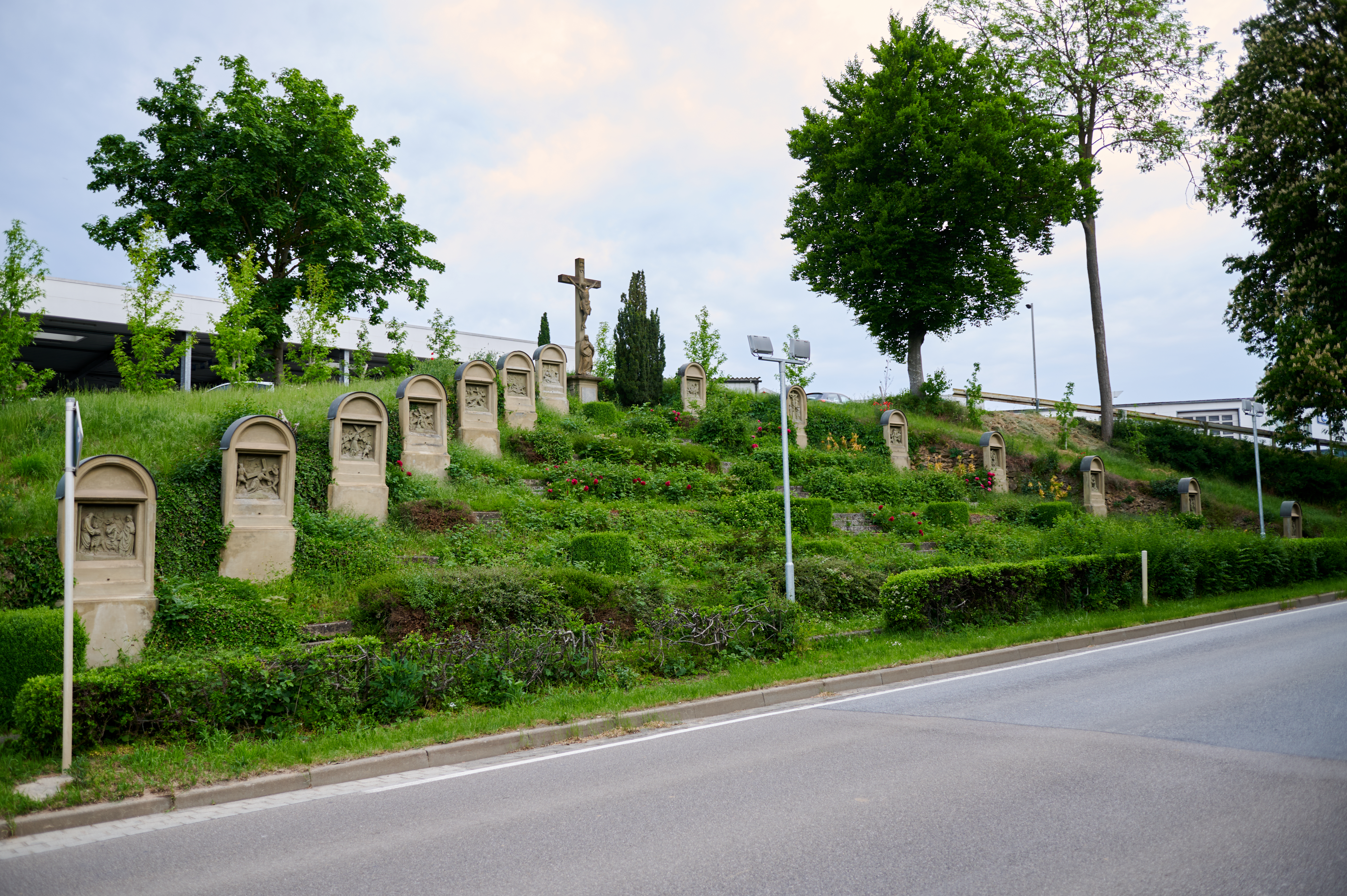
Der Kreuzweg von Unterpleichfeld

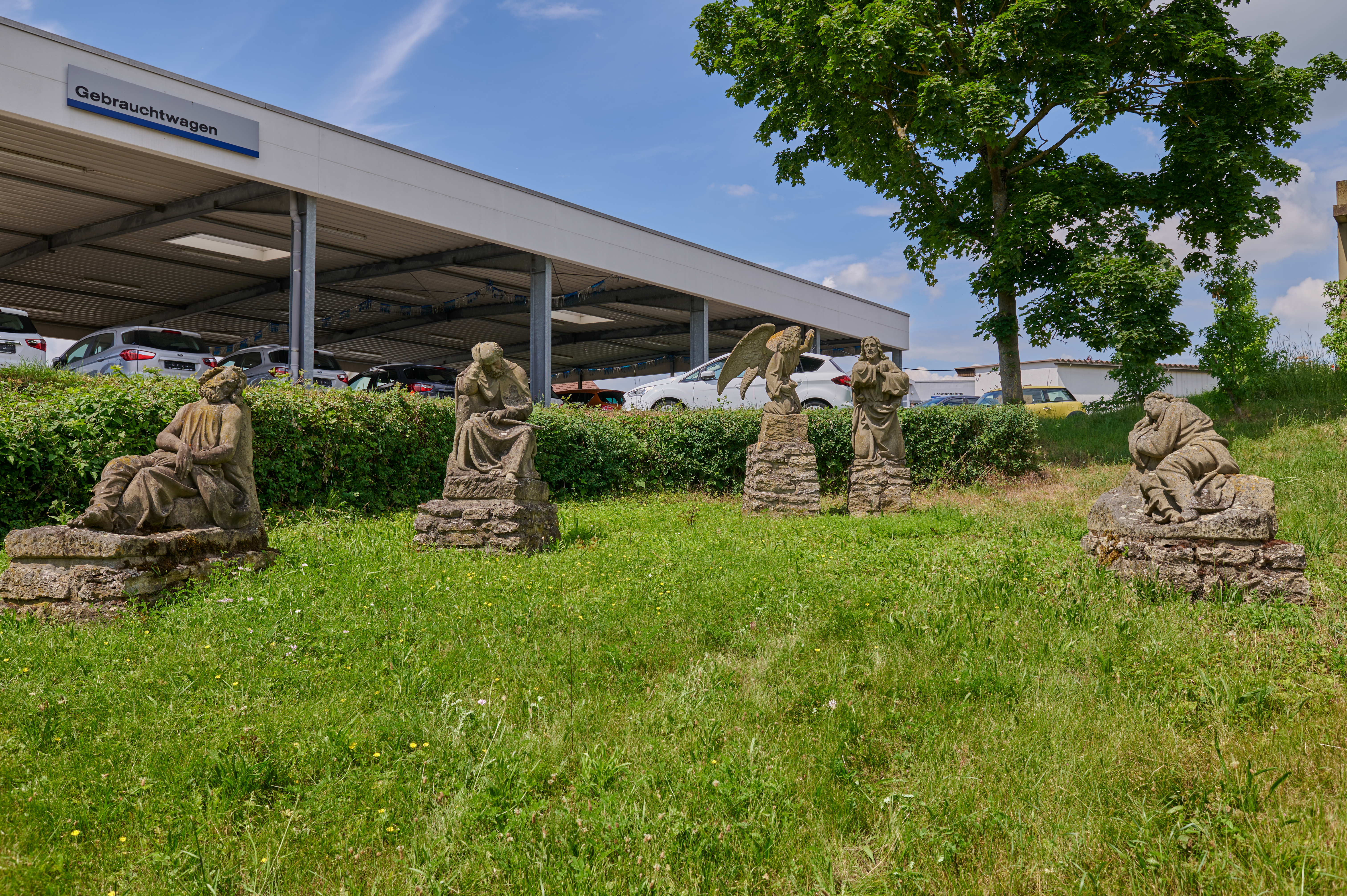
Ölberg

Der Kreuzweg Unterpleichfeld befindet sich in der Nähe der Ölbergstraße, an der Straße nach Bergtheim, vor dem Ortseingang im bayerischen Unterpleichfeld im unterfränkischen Landkreis Würzburg. Zum Kreuzweg gehört auch der Ölberg mit Figuren.
Kreuzweg und Ölberg gehören zu den Baudenkmälern von Unterpleichfeld und sind unter der Nummer D-6-79-201-18 in der Bayerischen Denkmalliste registriert.

## Geschichte
Der aus Sandstein bestehende Kreuzweg und die Figuren der Ölberggruppe wurden im Jahr 1864 von Bildhauer Michael Aenold fertiggestellt.
Der Kreuzweg wude im Jahr 1859 von dem ledigen Bauernsohn Franz Sauer (1810–1883) gestiftet. Später hieß es, das Sauer'sche Legat von 1.800 M sei bereits durch die Errichtung des Kreuzberges aufgebraucht gewesen.
Ortspfarrer (Scheder?) hat wohl das Programm für den Kalvarienberg (mit Ölberg) aufgestellt und nach Meinung von Kreisheimatpfleger Werner Eberth den Künstler Michael Arnold ausgewählt.
Der Kreuzberg wurde nach Lieferung der letzten Figuren an Allerheiligen 1864 eingeweiht.
Michael Arnold hat die Figuren nicht signiert. Jedoch befindet sich in seinem Fotoalbum eine Aufnahme der Ölberggruppe.
Franz Sauer hat für seine Heimatgemeinde einen ganzen heiligen Berg, bestehend aus Weihnachtkrippe, Garten Gethsemane am Ölberg und Kalvarienberg, gestiftet. Alljährlich richtete Franz Sauer in der Anlage in der in den Berg hineingegrabenen Grotte eine Weihnachtskrippe ein. Dieser Brauch wurde in der Neuzeit in Unterpleichfeld wieder aufgenommen.